# NGC 6002
NGC 6002 — звезда в созвездии Северная Корона.
Этот объект входит в число перечисленных в оригинальной редакции «Нового общего каталога».